# Липтовски-Микулаш (хоккейный клуб)
Липтовски-Микулаш (словац. MHK 32 Liptovský Mikuláš) — профессиональный хоккейный клуб из города Липтовски-Микулаш, Словакия. Основан в 1932 году. Выступает в Словацкой экстралиге.

## История
Команда была создана в 1932. Первый матч бы сыгран 13 февраля 1934 года. До начала второй мировой войны команда играла в основном в региональных чемпионатах. С 1945 года команда играла в словацком национальном первенстве с небольшими перерывами. На 70-е годы приходится рассвет клуба. Он становился трижды чемпионом словацкого национального первенства. В сезоне 2009—2010 команда покинула высший дивизион словацкого первенства и в настоящее время выступает в 1 лиге.
Хоккейный клуб в разные годы имел различные названия:
- 1932 — TJ Sokol Liptovský Mikuláš
- 1939 — HG Liptovský Mikuláš
- 1942 — ŠK Liptovský Mikuláš
- 1949 — Sokol Partizán Liptovský Mikuláš
- 1957 — Iskra Liptovský Mikuláš
- 1969 — ŠK Liptovský Mikuláš
- 1975 — Partizán Liptovský Mikuláš
- 1990 — HK 32 Liptovský Mikuláš
- 2008 — MHk 32 Liptovský Mikuláš

## Достижения
Словацкое национальное первенство
- 1971/72, 1973/74, 1988/89
- 1969/70, 1970/71, 1972/73, 1992/93
- 1974/75

## Известные игроки
- Мартин Цибак
- Яромир Драган
- Ян Старши
- Йергус Бача
- Моймир Божик
- Кароль Крижан
- Ян Лацо
- Милан Юрчина
- Роман Кривомазов